# Zelennik
Zelennik (in lingua russa Зеленник) è una città situata in Russia, nell'Oblast' di Arcangelo, più precisamente nel Verchnetoemskij rajon.